# Peziza domiciliana

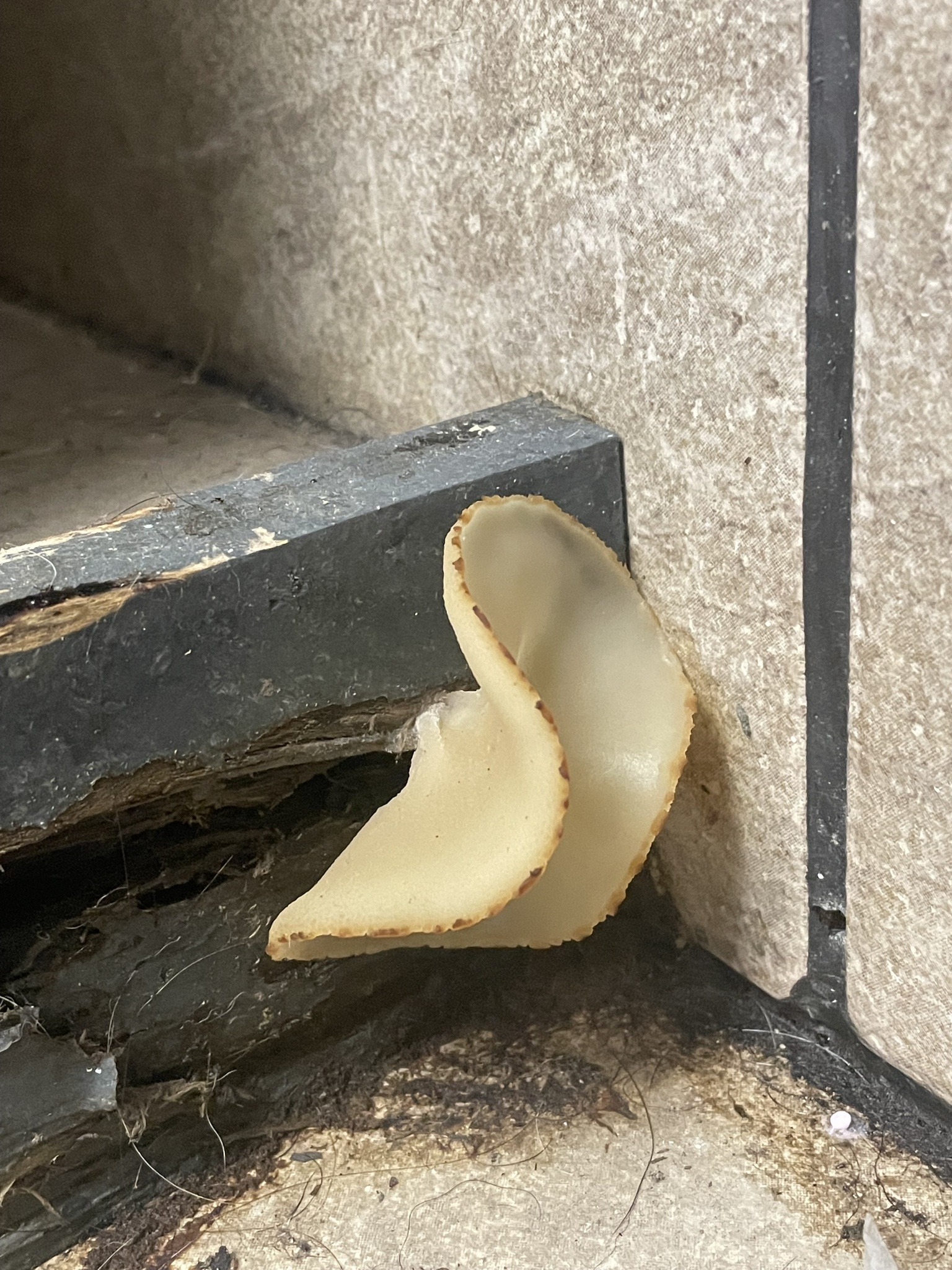

Peziza domiciliana Pers. – gatunek grzybów z rodziny kustrzebkowatych (Pezizaceae).

## Morfologia
Owocniki
Typu apotecjum na trzonie o wysokości do 1 cm, początkowo wklęsłe, potem płaskie z zagłębionym środkiem, o średnicy do 10 cm. Brzeg falisty, równy lub popękany, powierzchnia zewnętrzna biaława, wewnętrzna (hymenialna) początkowo biała, potem płowa, brązowa lub brązowawa.
Cechy mikroskopowe
Worki cylindryczne lub mniej więcej cylindryczne o wymiarach 225–250 × 15 μm. Zarodniki w młodym wieku elipsoidalne, szkliste, często z dwoma małymi kropelki oleju, 11–15 na 6–10 μm. Parafizy smukłe, z przegrodami, w górnej części nieco rozszerzone.

## Systematyka i nazewnictwo
Pozycja w klasyfikacji według Index Fungorum: Peziza, Pezizaceae, Pezizales, Pezizomycetidae, Pezizomycetes, Pezizomycotina, Ascomycota, Fungi.
Po raz pierwszy opisał go w 1877 r. Mordecai Cubitt Cooke. Ma 14 synonimów. Niektóre z nich:
- Aleuria domiciliana (Cooke) McLennan & Halsey 1936
- Galactinia adae (J. Sadler ex Cooke) Boud. 1907
- Plicaria adae (J. Sadler ex Cooke) Velen. 1934[3].

## Zasięg występowania i siedlisko
Występuje w Ameryce Północnej i Południowej, w Europie, Azji, Australii i na Nowej Zelandii, znaleziono go nawet na wyspie Deception na Antarktydzie. W Polsce po raz pierwszy jego stanowiska podano w 2010 r.
Saprotrof naziemny. Owocniki pojawiają się pojedynczo, w grupach lub w skupiskach na tynku, piasku, żwirze i miału węglowym w piwnicach, jaskiniach i szklarniach.

## Znaczenie
Grzyb niejadalny. Opisano przypadek spowodowania przez niego nadwrażliwego zapalenia płuc (w pierwotnym raporcie zwanego płucem El Niño), w którym u wcześniej zdrowej kobiety wystąpiła ciężka duszność i stwierdzono restrykcyjną chorobę płuc oraz objawy zapalenia pęcherzyków płucnych. W piwnicy jej domu znaleziono owocniki Peziza domiciliana, a w powietrzu jego zarodniki.